# Ferenc szász–coburg–saalfeldi herceg
Ferenc Frigyes Antal szász–coburg–saalfeldi herceg (németül: Franz Friedrich Anton; Coburg, 1750. július 15. – Coburg, 1806. december 9.) a Wettin-ház Ernő-ágából származó szász herceg, 1800-tól haláláig Szász–Coburg–Saalfeld Hercegség uralkodója, Viktória brit királynő és férje, Albert herceg közös nagyapja.

## Élete
Szász–Coburg–Saalfeld már 1773-ban pénzügyi csődbe jutott, kormányzását császári adósságkezelő bizottság (Debitkommission) vette át, ez 1802-ig irányította pénzügyeit. Ferenc 1801-ben Coburgba hívta Theodor von Kretschmannt. Ő elérte a hercegség pénzügyi függetlenségét.
1806-tól, a Német-római Birodalom feloszlásától Ferenc szuverén uralkodó volt.

## Családja
Első felesége 1776. március 6-tól Zsófia szász–hildburghauseni hercegnő (1760–1776) volt, aki azonban még abban az évben elhunyt influenzában. Második feleségét, Auguszta reuss–ebersdorfi grófnőt (1757–1831) 1777. június 13-án vette el, házasságukból 9 gyermek született:
- Zsófia(wd) (1778–1835), férje Emmanuel von Mensdorff-Pouilly(wd) francia származású gróf, osztrák katonatiszt;
- Antonietta(wd) (1779–1824), a Württembergi-ház ötödik ága megalapítójának, Sándor hercegnek(wd) a feleségeként württembergi hercegné;
- Julianna (1781–1860), Konsztantyin Pavlovics Romanov feleségeként Anna Fjodorovna néven orosz nagyhercegné (1820-ban elváltak);
- Ernő (1784–1844), 1806–1826 között III. Ernő néven Szász–Coburg–Saalfeld utolsó, 1826–1844 között I. Ernő néven Szász–Coburg–Gotha első uralkodója;
- Ferdinánd (1785–1851), Koháry Mária Antóniával kötött házassága révén a Szász–Coburg–Gotha–Koháry-ház(wd) megalapítója;
- Viktória (1786–1861), első házassága révén leiningeni hercegné 1803 és 1814 között, majd kenti és strathearni hercegné 1818-tól haláláig. Viktória brit királynő édesanyja;
- Marianna Sarolta (1788–1794);
- Lipót (1790–1865), 1831-től haláláig I. Lipót néven Belgium első királya;
- Miksa (1792–1793).